# Chalgera, Aland
Chalgera là một làng thuộc tehsil Aland, huyện Gulbarga, bang Karnataka, Ấn Độ.